# Литературно кафене „Хеликон“
Литературно кафене „Хеликон“ е програма за представяния на книги, дискусии за книги и книжния пазар и срещи с писатели, организирана за пръв път през 2003 г. Модератор е Йордан Ефтимов.
Сред гостите на кафенето са руският писател Павел Астахов, австралийският писател Алекс Милър, румънският писател Мирча Картареску, сръбските писатели Вук Драшкович (по това време и министър на външните работи на Сърбия), Горан Петрович, Горан Маркович, Драган Великич и Саня Домазет, хърватският писател Робърт Перишич, македонският писател Гоце Смилевски, испанският поет Антонио Надал, английският автор Джон Хамилтън и холандският писател Й. Бернлеф., , , , , , , , , , , 
В рамките на сесиите на Литературно кафене „Хеликон“ редовно се провеждат церемониите на връчването на наградата за съвременна българска художествена проза „Хеликон“.
За модерирането на Литературно кафене „Хеликон“ през 2006 г. на Йордан Ефтимов е присъдена националната награда „Христо Г. Данов“ в раздел „Представяне на българската книга“.